# Tibisco
Il Tibisco (in ungherese Tisza; in serbo e in ucraino Тиса?, Tisa; in romeno e in slovacco Tisa; in tedesco Theiß) è un affluente di sinistra del Danubio. È lungo 976 km ed ha un bacino fluviale di circa 157.186 km².
Il Tibisco Bianco e Tibisco Nero, corsi nati nei Carpazi, confluendo danno vita al Tibisco. Questo entra presto in Ungheria, lambendo i confini di Romania e Slovacchia; dopo aver attraversato l'Ungheria, il fiume entra nella Serbia e qui affluisce nel Danubio. Costituisce inoltre il confine tra le regioni serbe di Bačka e del Banato.
I nomi con cui fu conosciuto nell'antichità sono Tissus, Tisia, Pathissus e Parthiscus.

## La regimentazione
Caratterizzato da un regime irregolare, il Tibisco ha una portata di 825 m³/s.
La lunghezza del Tibisco era di 1429 km. Attraverso la Grande Pianura Ungherese, una delle più grandi pianure dell'Europa centrale, costretto dalla planarità del territorio a scorrere molto lentamente e formare numerose curve, tornanti e meandri, il fiume provocava numerose inondazioni.
Dopo diversi esperimenti in scala ridotta István Széchenyi organizzò la "regimentazione del Tibisco" ("a Tisza szabályozása") che iniziò il 27 agosto 1846, secondo i piani dell'ingegnere Pál Vásárhelyi (1795-1846). Dopo la morte di Vásárhelyi i piani furono modificati da Pietro Paleocapa e la regimentazione di fatto finì nel 1880. Il risultato fu che la nuova lunghezza del fiume divenne di 976 km, con 589 km di "canali morti" e 136 km di nuovo letto fluviale. Nel 1879 una piena uscì dagli argini distruggendo 3200 case.
La lunghezza totale del sistema di protezione dalle piene del fiume raggiunge i 2940 km (oltre ai 4220 km di tutti i fiumi ungheresi protetti) e costituisce uno dei maggiori sistemi di protezione dalle piene d'Europa; più grande di quello olandese, lungo 1500 km, di quello del Po (1400 km) e di quello della valle della Loira (480 km).

## Il lago del Tibisco
Negli anni ottanta la costruzione dell'invaso Kisköre cominciò con il proposito di contribuire al controllo delle piene e contemporaneamente immagazzinare acqua per le stagioni secche. Venne così a formarsi il lago del Tibisco (Tisza-tó) che è divenuto una delle più popolari attrazioni turistiche della zona.

## Navigazione
Il Tibisco è navigabile per gran parte del suo corso. Il fiume è stato aperto alla navigazione internazionale solo recentemente; prima, l'Ungheria distingueva tra "fiumi nazionali" e "fiumi internazionali", indicando se navi non ungheresi fossero autorizzate o no. Dopo l'ingresso dell'Ungheria nell'Unione Europea, questa distinzione è stata tolta e tutte le imbarcazioni sono ammesse a navigare il Tibisco.
Le condizioni di navigazione differiscono a seconda delle circostanze: in periodo di piena, a volte può non essere navigabile, così come in periodo di estrema secca.

## Inquinamento
Nel gennaio del 2000 una miniera d'oro rumena scaricò cianuro nel fiume avvelenando anche il Danubio, provocando un'ecatombe di pesci e gabbiani.

## Affluenti e subaffluenti
- Mureș/Maros (a Seghedino)
  - Târnava/Küküllő; (vicino a Teiuș)
    - Tarnava Grande (Târnava Mare/Nagy-Küküllő); (a Blaj)
    - Târnava Piccolo (Târnava Mică/Kis-Küküllő); (a Blaj)

  - Arieș/Aranyos (vicino a Luduș)
- Körös (vicino a Csongrád)
  - Crișul Repede/Sebes-Körös (vicino a Gyoma)
    - Barcău/Berettyó (a Szeghalom)

  - Crișul Alb/Fehér-Körös (vicino a Gyula)
  - Crișul Negru/Fekete-Körös (vicino a Gyula)
- Zagyva (a Szolnok)
- Sajó/Slaná (a Tiszaújváros)
  - Hornád/Hernád (vicino a Miskolc)
- Bodrog (a Tokaj)
  - Ondava (vicino a Cejkov)
  - Latorica/Latorca (vicino a Cejkov)
    - Laborec/Laborets (vicino a Oborín)
      - Uzh/Uh (vicino a Pavlovce nad Uhom)
      - Cirocha (a Humenné)

    - Stara
    - Vicha
    - Kerepets
- Crasna/Kraszna (a Vásárosnamény)
- Someș/Szamos (vicino a Vásárosnamény)
  - Someșul Mic (a Dej)
  - Someșul Mare (a Dej)
    - Șieu (a Beclean)
      - Bistrița (vicino a Bistrița)